# Tony Brown (basket-ball, 1964)
Pour les articles homonymes, voir Tony Brown et Brown.
Ne doit pas être confondu avec Tony Brown (basket-ball, 1960) ou Tony Brown (basket-ball, 1979).
Tony Brown, né le 17 octobre 1964, à Stockton, en Californie, est un joueur de basket-ball américain. Il évolue durant sa carrière au poste de pivot.

## Palmarès
- CBA All-Defensive Second Team 1987